# MTV Europe Music Awards
Pour les articles homonymes, voir EMA.
 (octobre 2023).
La mise en forme du texte ne suit pas les recommandations de Wikipédia : il faut le « wikifier ».
Les points d'amélioration suivants sont les cas les plus fréquents. Le détail des points à revoir est peut-être précisé sur la page de discussion.
- Les titres sont pré-formatés par le logiciel. Ils ne sont ni en capitales, ni en gras.
- Le texte ne doit pas être écrit en capitales (les noms de famille non plus), ni en gras, ni en italique, ni en « petit »…
- Le gras n'est utilisé que pour surligner le titre de l'article dans l'introduction, une seule fois.
- L'italique est rarement utilisé : mots en langue étrangère, titres d'œuvres, noms de bateaux, etc.
- Les citations ne sont pas en italique mais en corps de texte normal. Elles sont entourées par des guillemets français : « et ».
- Les listes à puces sont à éviter, des paragraphes rédigés étant largement préférés. Les tableaux sont à réserver à la présentation de données structurées (résultats, etc.).
- Les appels de note de bas de page (petits chiffres en exposant, introduits par l'outil «  Source ») sont à placer entre la fin de phrase et le point final[comme ça].
- Les liens internes (vers d'autres articles de Wikipédia) sont à choisir avec parcimonie. Créez des liens vers des articles approfondissant le sujet. Les termes génériques sans rapport avec le sujet sont à éviter, ainsi que les répétitions de liens vers un même terme.
- Les liens externes sont à placer uniquement dans une section « Liens externes », à la fin de l'article. Ces liens sont à choisir avec parcimonie suivant les règles définies. Si un lien sert de source à l'article, son insertion dans le texte est à faire par les notes de bas de page.
- La présentation des références doit suivre les conventions bibliographiques. Il est recommandé d'utiliser les modèles {{Ouvrage}}, {{Chapitre}}, {{Article}}, {{Lien web}} et/ou {{Bibliographie}}. Le mode d'édition visuel peut mettre en forme automatiquement les références.
- Insérer une infobox (cadre d'informations à droite) n'est pas obligatoire pour parachever la mise en page.

Pour une aide détaillée, merci de consulter Aide:Wikification.
Si vous pensez que ces points ont été résolus, vous pouvez retirer ce bandeau et améliorer la mise en forme d'un autre article.
Les MTV Europe Music Awards (abrégé en EMA) ont été créés en 1994 par MTV Europe pour récompenser les meilleurs clips vidéos de l'année en Europe. 
À l'origine conçus comme une alternative aux MTV Video Music Awards, les MTV Europe Music Awards sont aujourd'hui une célébration de ce que les téléspectateurs de MTV considèrent comme le meilleur de la musique. Contrairement aux VMA's, la plupart des prix sont décernés par les votes des téléspectateurs. Les MTV Europe Music Awards changent chaque année de ville hôte. Jusqu'ici l'événement a déjà été accueilli 5 fois par le Royaume-Uni et par l'Allemagne. Les prix sont présentés annuellement et retransmis en direct sur MTV Europe, MTV et la plupart des canaux MTV internationaux.

## Les lieux et présentateurs
| Édition | Année | Lieu                                                   | Ville      | Présentateur              |
| ------- | ----- | ------------------------------------------------------ | ---------- | ------------------------- |
| 1re     | 1994  | À proximité de la Porte de Brandebourg                 | Berlin     | Tom Jones                 |
| 2e      | 1995  | Zénith                                                 | Paris      | Jean-Paul Gaultier        |
| 3e      | 1996  | Alexandra Palace                                       | Londres    | Robbie Williams           |
| 4e      | 1997  | Ahoy Rotterdam                                         | Rotterdam  | Ronan Keating             |
| 5e      | 1998  | Mediolanum Forum                                       | Milan      | Jenny McCarthy            |
| 6e      | 1999  | Point Theatre                                          | Dublin     | Ronan Keating             |
| 7e      | 2000  | Stockholm Ericsson Globe                               | Stockholm  | Wyclef Jean               |
| 8e      | 2001  | Festhalle Frankfurt                                    | Francfort  | Ali G                     |
| 9e      | 2002  | Palau Sant Jordi et Font Màgica de Montjuïc            | Barcelone  | Sean Combs                |
| 10e     | 2003  | Ocean Terminal et Princes Street Gardens               | Édimbourg  | Christina Aguilera        |
| 11e     | 2004  | Tor di Valle et à proximité du Colisée                 | Rome       | Xzibit                    |
| 12e     | 2005  | Pavilhão Atlântico                                     | Lisbonne   | Borat                     |
| 13e     | 2006  | Bella Center et The City Hall Square                   | Copenhague | Justin Timberlake         |
| 14e     | 2007  | München Olympiahalle                                   | Munich     | Snoop Dogg                |
| 15e     | 2008  | Liverpool Echo Arena                                   | Liverpool  | Katy Perry                |
| 16e     | 2009  | O2 World et Porte de Brandebourg pour le concert de U2 | Berlin     | Katy Perry                |
| 17e     | 2010  | La Caja Mágica                                         | Madrid     | Eva Longoria              |
| 18e     | 2011  | Odyssey Arena                                          | Belfast    | Selena Gomez              |
| 19e     | 2012  | Festhalle Frankfurt                                    | Francfort  | Heidi Klum                |
| 20e     | 2013  | Ziggo Dome                                             | Amsterdam  | Redfoo                    |
| 21e     | 2014  | The SSE Hydro                                          | Glasgow    | Nicki Minaj               |
| 22e     | 2015  | Mediolanum Forum                                       | Milan      | Ed Sheeran                |
| 23e     | 2016  | Ahoy Rotterdam                                         | Rotterdam  | Bebe Rexha                |
| 24e     | 2017  | Wembley Arena                                          | Londres    | Rita Ora                  |
| 25e     | 2018  | Bizkaia Arena                                          | Bilbao     | Hailee Steinfeld          |
| 26e     | 2019  | FIBES Conference and Exhibition Centre                 | Séville    | Becky G                   |
| 27e     | 2020  | Variés                                                 | Monde      | Little Mix                |
| 28e     | 2021  | Papp László Budapest Sportaréna                        | Budapest   | Saweetie                  |
| 29e     | 2022  | PSD Bank Dome                                          | Düsseldorf | Rita Ora et Taika Waititi |
| 30e     | 2023  | Paris-Nord Villepinte (Annulé)                         | Paris      | Non dévoilé               |
| 30e     | 2024  | Co-op Live                                             | Manchester | Rita Ora                  |

## Nommés gagnants

### 1994

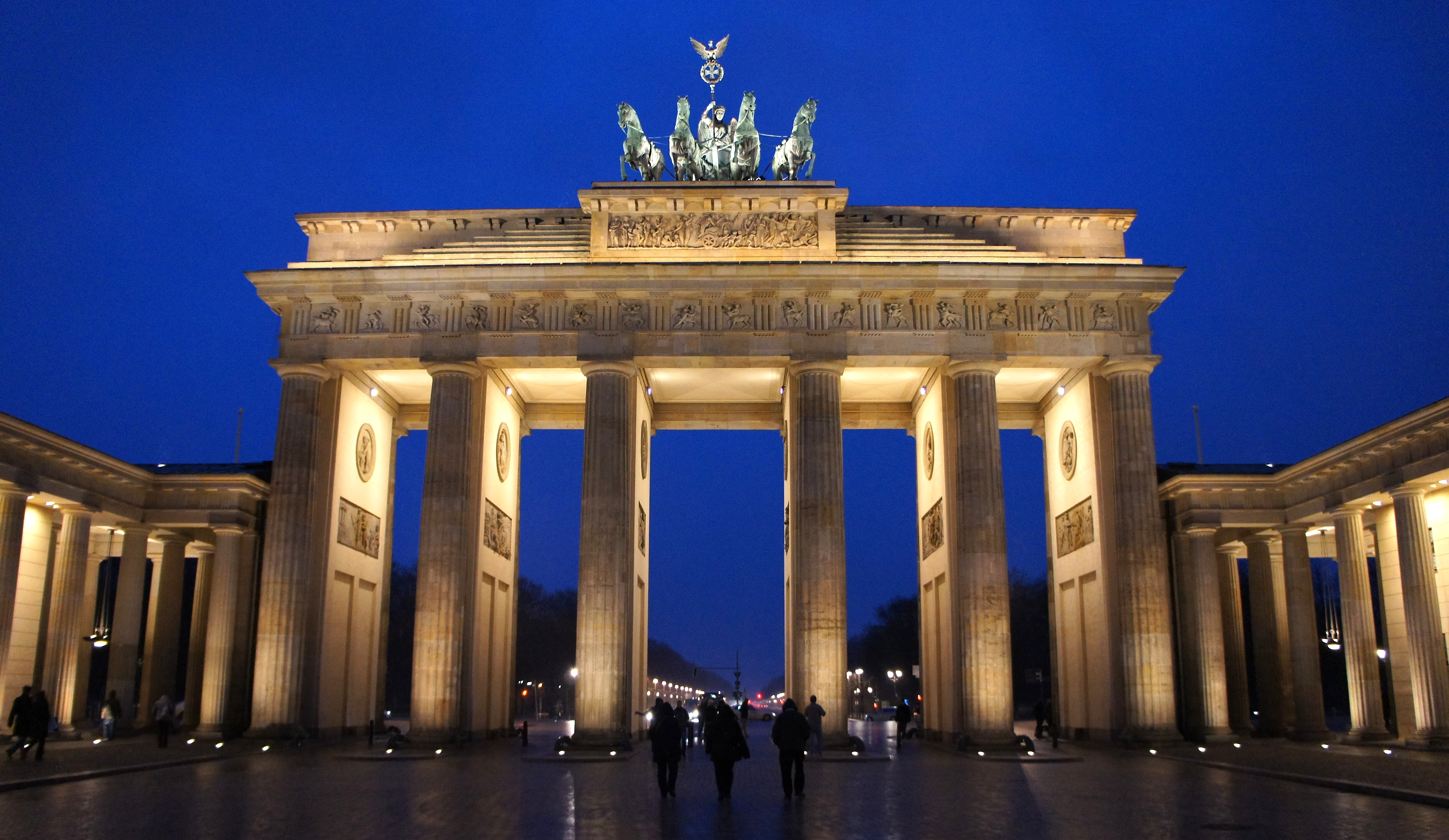
Porte de Brandebourg

- Meilleure Chanson :  Youssou N’Dour &  Neneh Cherry — 7 Seconds
- Meilleur Clip : Whale — Hobo Humpin' Slobo Babe
- Meilleure Artiste Féminine :  Mariah Carey
- Meilleur Artiste Masculin :  Bryan Adams
- Meilleur Groupe :  Take That
- Révélation de l'année :  Crash Test Dummies
- Meilleur Artiste Dance :  The Prodigy
- Meilleur Artiste Rock :  Aerosmith
- Meilleur Cover : Gun — Word Up!
- Free Your Mind : Amnesty International

### 1995

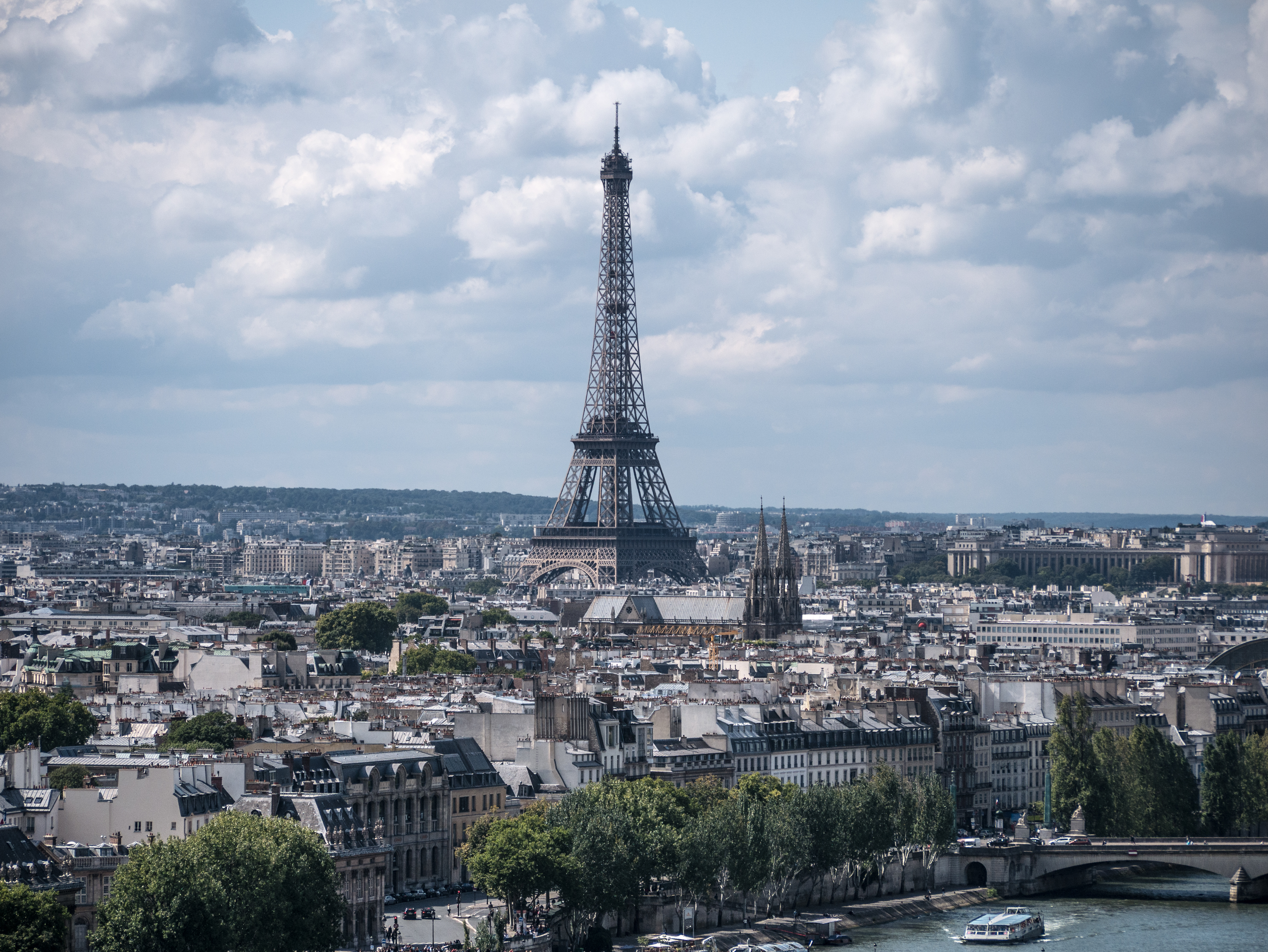
La Tour Eiffel.

- Meilleure Chanson :  The Cranberries — Zombie
- Meilleur Clip :  Massive Attack — Protection
- Meilleure Artiste Féminine :  Björk
- Meilleur Artiste Masculin :  Michael Jackson
- Meilleur Groupe :  U2
- Révélation de l'année :  Dog Eat Dog
- Meilleur Artiste Dance :  East 17
- Meilleur Artiste Rock :  Bon Jovi
- Meilleur Artiste Live :  Take That
- Free Your Mind : Greenpeace

### 1996
- Meilleure Chanson :  Oasis — "Wonderwall

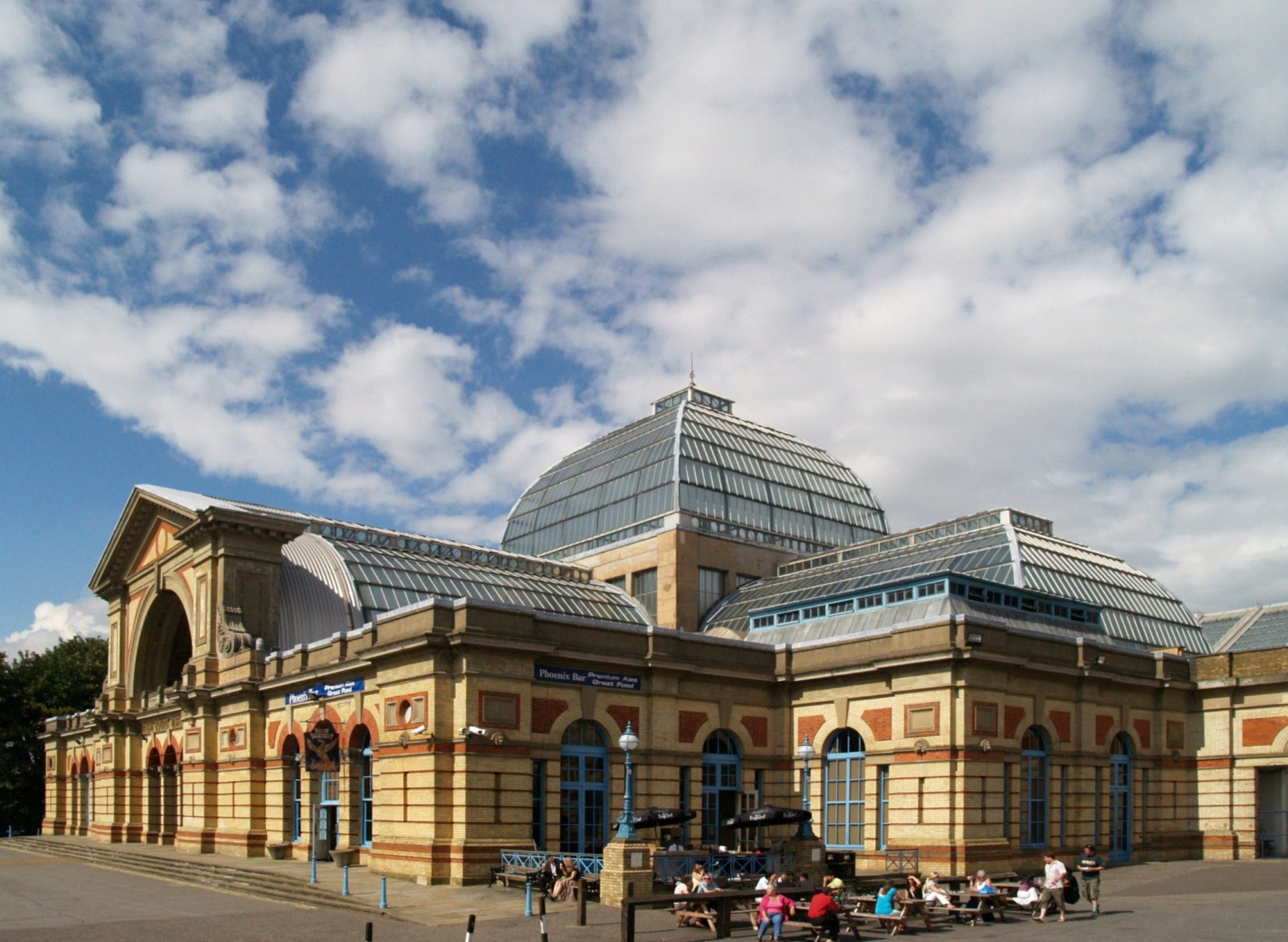
Alexandra Palace

- Meilleure Artiste Féminine :  Alanis Morissette
- Meilleur Artiste Masculin :  George Michael
- Meilleur Groupe :  Oasis
- Révélation de l'année :  Garbage
- Meilleur Artiste Dance :  The Prodigy
- Meilleur Artiste Rock :  The Smashing Pumpkins
- MTV Amour :  The Fugees
- MTV Select :  Backstreet Boys — Get Down (You're the One for Me)
- Free Your Mind : The Buddies & Carers of Europe

### 1997
- Meilleure Chanson :  Hanson — MMMBop
- Meilleur Clip :  The Prodigy — Breathe

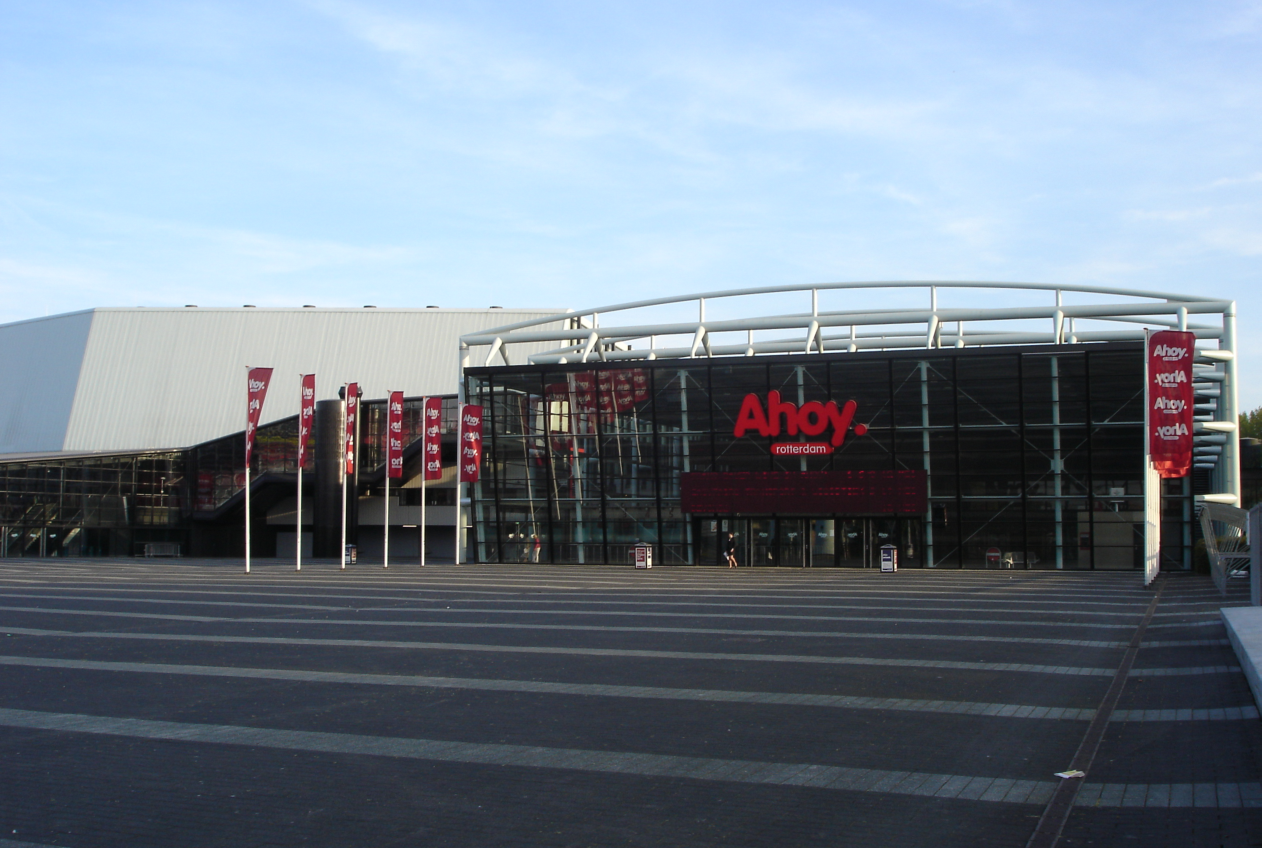
Ahoy Rotterdam.

- Meilleure Artiste Féminine :  Janet Jackson
- Meilleur Artiste Masculin :  Jon Bon Jovi
- Meilleur Groupe :  Spice Girls
- Révélation de l'année :  Hanson
- Meilleur Artiste Dance :  The Prodigy
- Meilleur Artiste Rock :  Oasis
- Meilleur Artiste Alternative :  The Prodigy
- Meilleur Artiste R&B :  Blackstreet
- Meilleur Artiste Hip-Hop :  Will Smith
- Meilleur Artiste Live :  U2
- MTV Select :  Backstreet Boys — As Long as You Love Me
- Free Your Mind : Landmine Survivors Network

### 1998
- Meilleure Chanson :  Natalie Imbruglia — Torn
- Meilleur Clip :  Massive Attack — Teardrop
- Meilleur Album :  Madonna — Ray of Light
- Meilleure artiste féminine :  Madonna
- Meilleur Artiste Masculin: Robbie Williams
- Meilleur Groupe :  Spice Girls
- Révélation de l'année :  /  All Saints
- Meilleur Artiste Pop :  Spice Girls
- Meilleur Artiste Dance :  The Prodigy
- Meilleur Artiste Rock :  Aerosmith
- Meilleur Artiste Hip-Hop :  Beastie Boys
- Free Your Mind :  B92

### 1999
- Meilleure Chanson :  Britney Spears — ...Baby One More Time
- Meilleur Clip :  Blur — Coffee & TV
- Meilleur Album :  Boyzone — By Request
- Meilleure Artiste Féminine :  Britney Spears
- Meilleur Artiste Masculin :  Will Smith
- Meilleur Groupe :  Backstreet Boys
- Révélation de l'année :  Britney Spears
- Meilleur Artiste Pop :  Britney Spears
- Meilleur Artiste Dance : Fatboy Slim
- Meilleur Artiste Rock :  The Offspring
- Meilleur Artiste R&B :  Whitney Houston
- Meilleur Artiste Hip Hop :  Eminem
- Free Your Mind :  Bono

### 2000

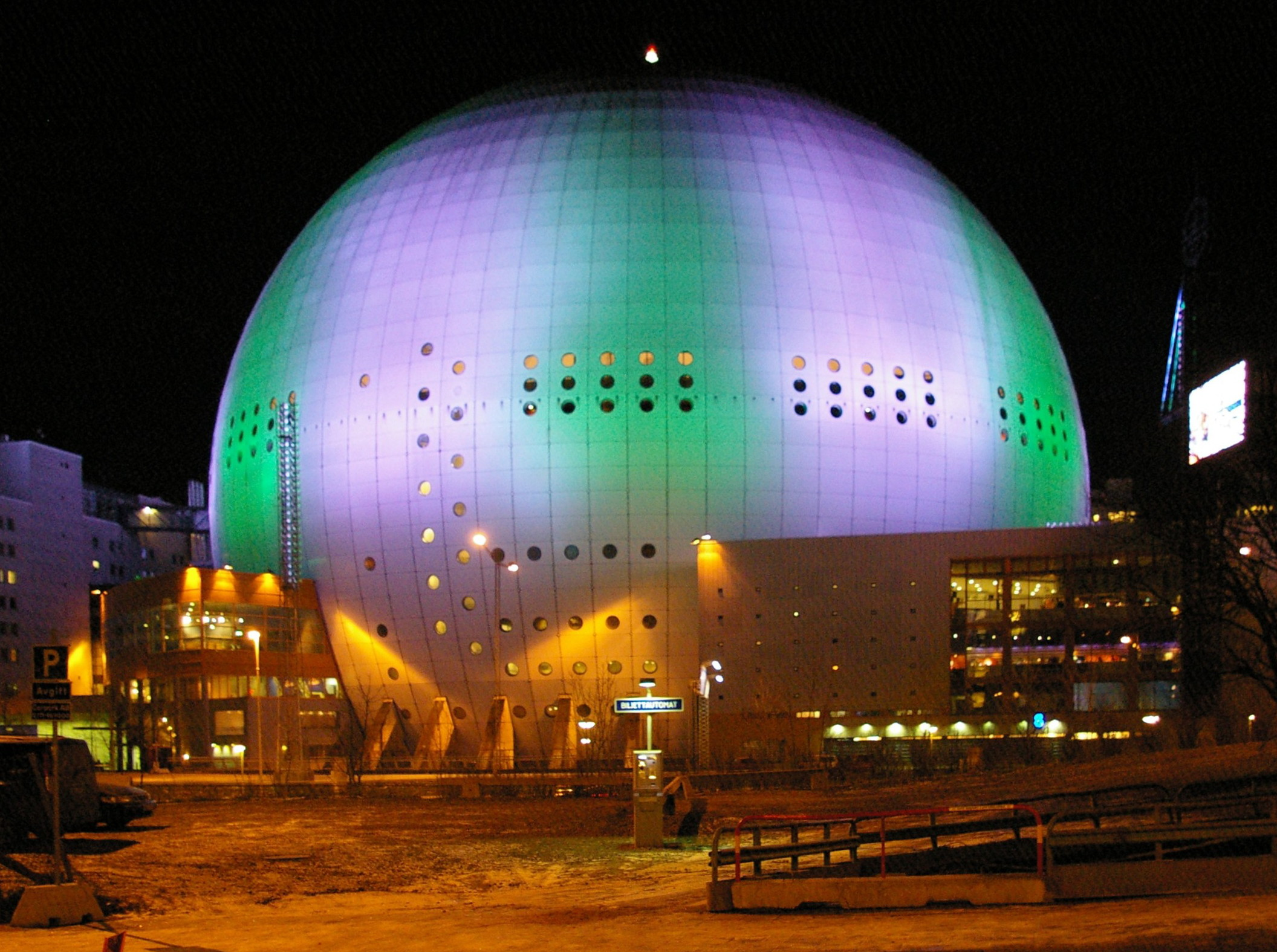
Ericsson Globe

- Meilleure Chanson :  Robbie Williams — "Rock DJ"
- Meilleur Clip :  Moby — "Natural Blues"
- Meilleur Album :  Eminem — The Marshall Mathers LP
- Meilleure Artiste Féminine :  Madonna
- Meilleur Artiste Masculin :  Ricky Martin
- Meilleur Groupe :  Backstreet Boys
- Révélation de l'année :  Blink-182
- Meilleur Artiste Pop :  /  All Saints
- Meilleur Artiste Dance :  Madonna
- Meilleur Artiste Rock : R ed Hot Chili Peppers
- Meilleur Artiste R&B :  Jennifer Lopez
- Meilleur Artiste Hip Hop :  Eminem
- Meilleur Groupe Rock :  U2

### 2001

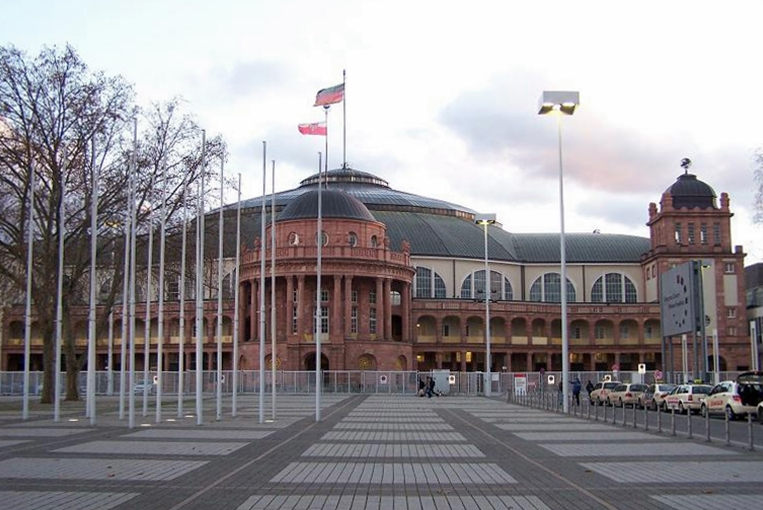
Festhalle Frankfurt

- Meilleure Chanson :  Gorillaz — Clint Eastwood
- Meilleur Clip :  The Avalanches — Since I Left You
- Meilleur Album :  Limp Bizkit — Chocolate Starfish and the Hot Dog Flavored Water
- Meilleure Artiste Féminine :  Jennifer Lopez
- Meilleur Artiste Masculin :  Robbie Williams
- Meilleur Groupe :  Limp Bizkit
- Révélation de l'année :  Dido
- Meilleur Artiste Pop :  Anastacia
- Meilleur Artiste Dance :  Gorillaz
- Meilleur Artiste Rock :  Blink-182
- Meilleur Artiste R&B :  Craig David
- Meilleur Artiste Hip Hop :  Eminem
- Web Award : L imp Bizkit "www.limpbizkit.com"
- Free Your Mind : Treatment Action Campaign (TAC)

### 2002

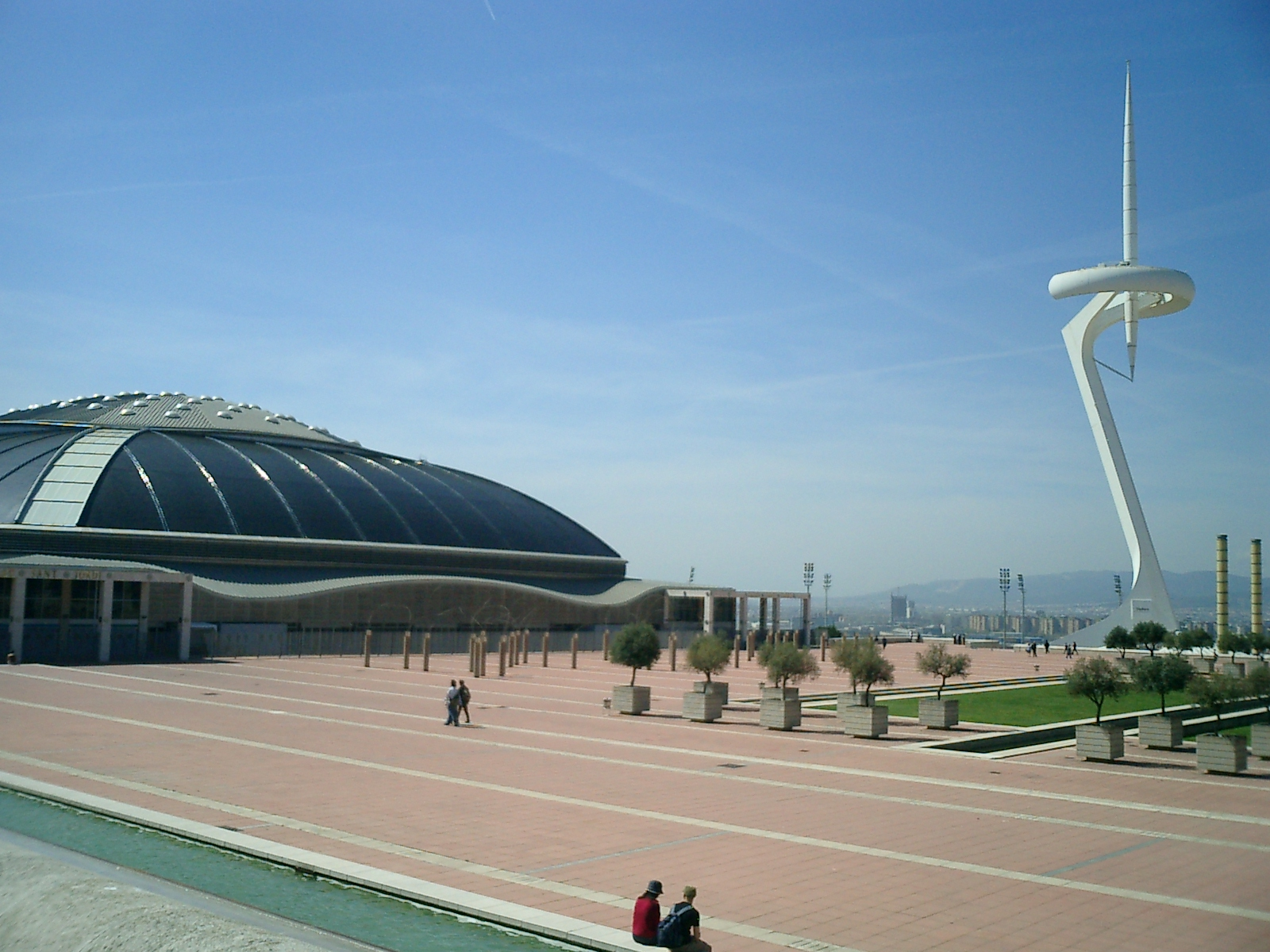
Palau Sant Jordi

- Meilleure Chanson :  Pink — Get the Party Started
- Meilleur Clip :  Röyksopp — Remind Me
- Meilleur Album :  Eminem — The Eminem Show
- Meilleure Artiste Féminine :  Jennifer Lopez
- Meilleur Artiste Masculin :  Eminem
- Meilleur Groupe :  Linkin Park
- Révélation de l'année :  The Calling
- Meilleur Artiste Pop :  Kylie Minogue
- Meilleur Artiste Dance :  Kylie Minogue
- Meilleur Artiste Rock :  Red Hot Chili Peppers
- Meilleur Artiste Hard Rock :  Linkin Park
- Meilleur Artiste R&B :  Alicia Keys
- Meilleur Artiste Hip Hop :  Eminem
- Meilleur Artiste Live :  Red Hot Chili Peppers
- Web Award :  Moby "www.moby.com"
- Free Your Mind : Football Against Racism in Europe (FARE)

### 2003

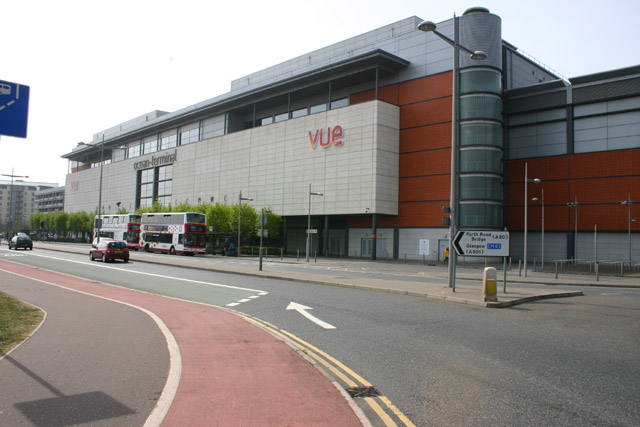
Ocean Terminal

- Meilleur Artiste Masculin :  Justin Timberlake
- Meilleur Artiste Féminine :  Christina Aguilera
- Meilleur Groupe :  Coldplay
- Meilleur Artiste pop :  Justin Timberlake
- Meilleur Artiste rock :  The White Stripes
- Meilleur Artiste R&B :  Beyoncé
- Meilleur Artiste hip-hop :  Eminem
- Meilleur Artiste dance : / Panjabi MC
- Meilleur site internet :  Goldfrapp www.goldfrapp.co.uk
- Meilleure chanson :  Beyoncé featuring Jay-Z — Crazy in Love
- Meilleur clip :  Sigur Rós — Untitled #1
- Meilleur album :  Justin Timberlake — Justified
- Best New Act :  Sean Paul
- Meilleur Artiste néerlandais :  Tiësto
- Meilleur Artiste français :  Kyo
- Meilleur Artiste allemand :  Die Ärzte
- Meilleur Artiste italien :  Gemelli Diversi
- Meilleur Artiste nordique :  The Rasmus
- Meilleur Artiste polonais :  Myslovitz
- Meilleur Artiste portugais :  Blind Zero
- Meilleur Artiste roumain :  AB4
- Meilleur Artiste russe :  Glukoza
- Meilleur Artiste espagnol :  El Canto del Loco
- Best MTV2 Act - UK & Ireland :  The Darkness
- Free Your Mind :  Aung San Suu Kyi

### 2004
- Meilleure chanson :  Outkast - Hey Ya!
- Meilleur Clip Vidéo :  Outkast - Hey Ya!
- Meilleur Album :  Usher - Confessions

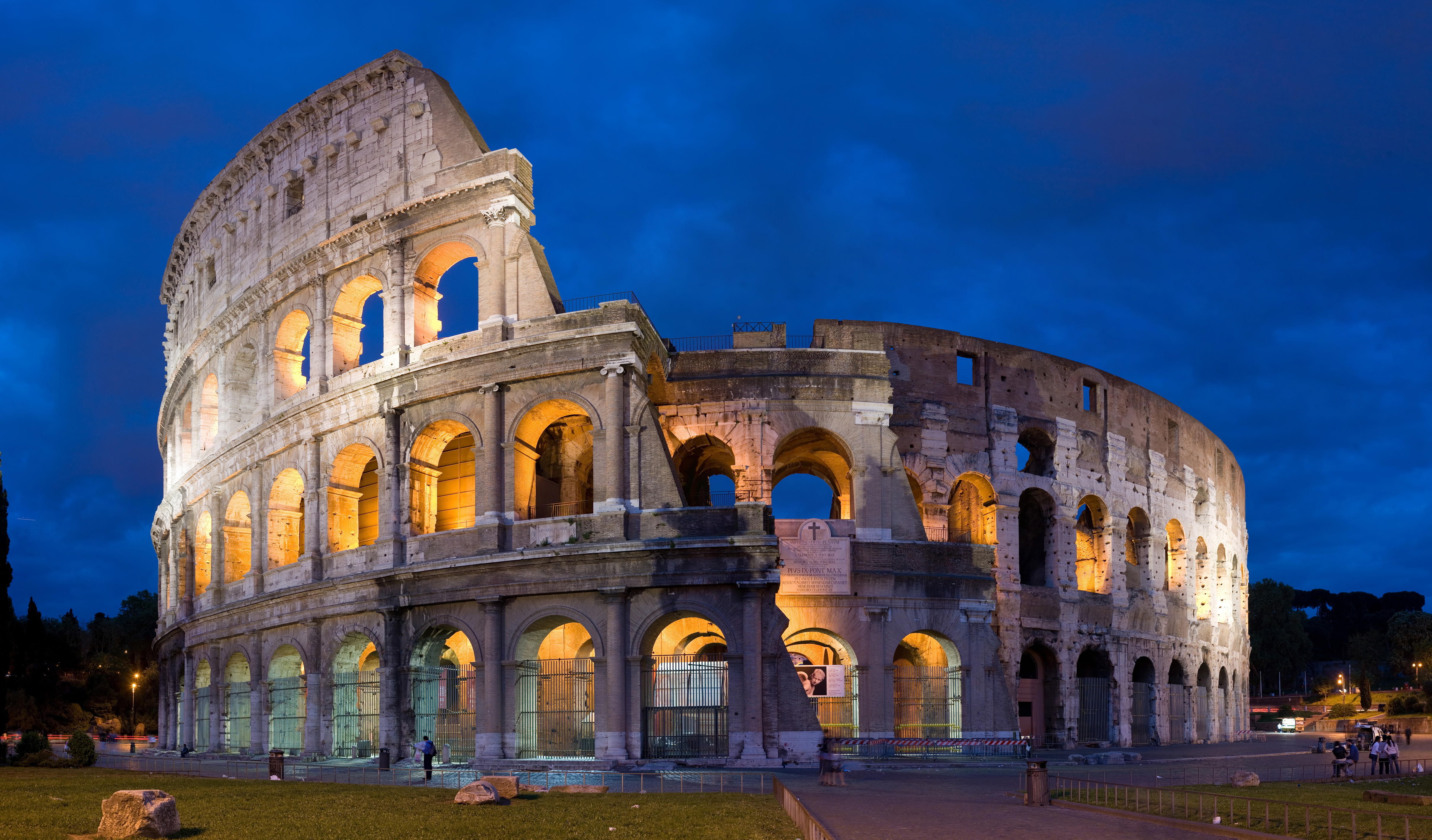
Tor di Valle et à proximité du Colisée

- Meilleur Artiste Féminine :  Britney Spears
- Meilleur Artiste Masculin :  Usher
- Meilleur Groupe :  Outkast
- Révélation 2004 :  Maroon 5
- Meilleur(e) Artiste Pop :  Black Eyed Peas
- Meilleur(e) Artiste Rock :  Linkin Park
- Meilleur(e) Artiste Alternatif :  Muse
- Meilleur(e) Artiste R&B :  Alicia Keys
- Meilleur(e) Artiste Hip-Hop :  D12
- Meilleur(e) Artiste Français :  Jenifer
- Free Your Mind :  La Strada[pas clair]

### 2005

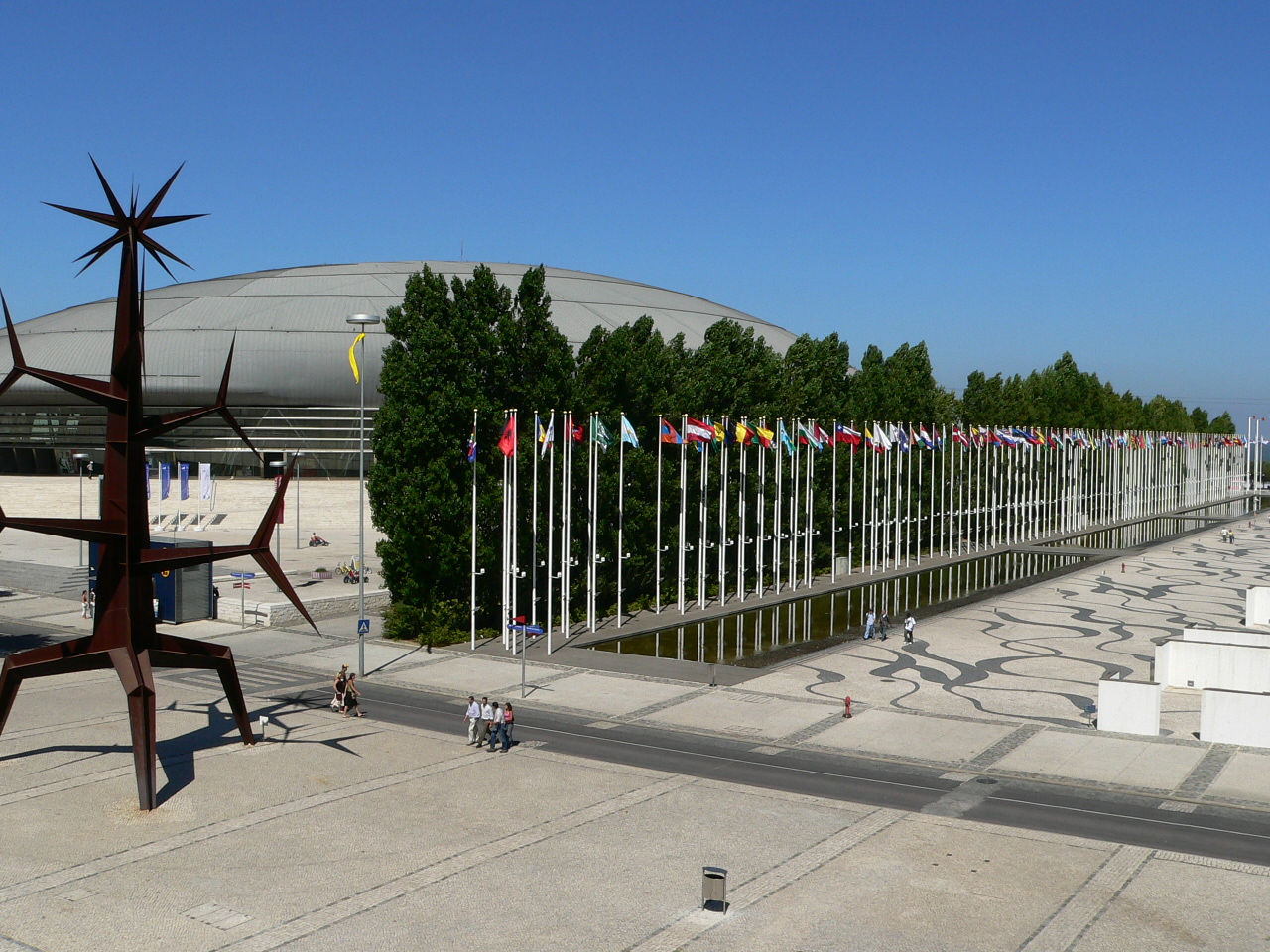
Pavilhão Atlântico

- Meilleur Chanson :  Coldplay - Speed Of Sound
- Meilleur Clip Vidéo :  The Chemical Brothers - Believe
- Meilleur Album :  Green Day - American Idiot
- Meilleure Artiste Féminine :  Shakira
- Meilleur Artiste Masculin :  Robbie Williams
- Meilleur Groupe :  Gorillaz
- Meilleur Groupe Français :  Superbus
- Révélation 2005 :  James Blunt
- Meilleur(e) Artiste Pop :  Black Eyed Peas
- Meilleur(e) Artiste Rock :  Green Day
- Meilleur(e) Artiste Alternatif : / System of a Down
- Meilleur(e) Artiste R&B :  Alicia Keys
- Meilleur(e) Artiste Hip-Hop :  Snoop Dogg
- Meilleur(e) Artiste Français :  Kyo
- Free Your Mind :  Bob Geldof

### 2006
- Future Sounds :  Gnarls Barkley

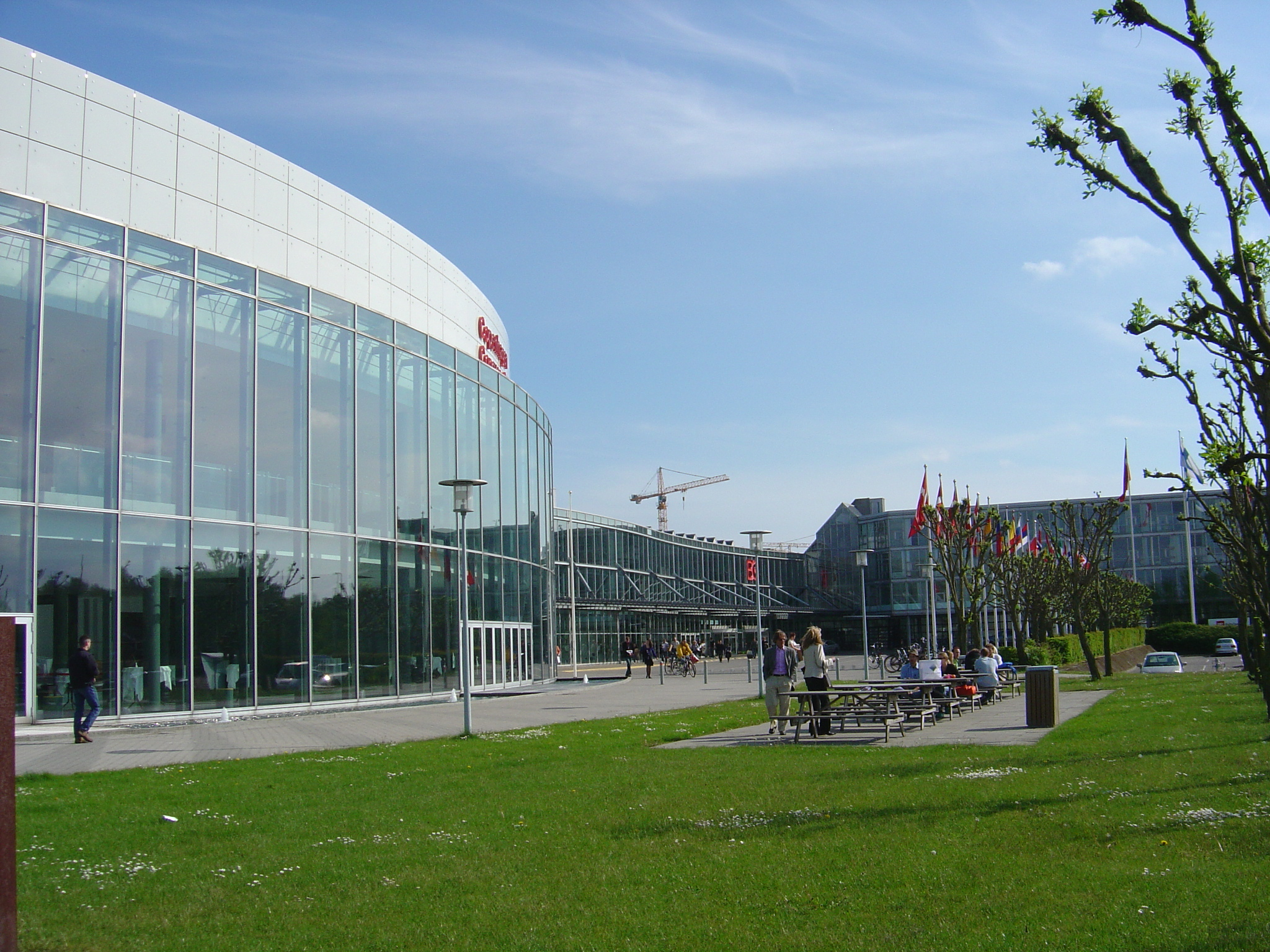
Bella Center

- Artiste/Groupe Alternatif :  Muse
- Groupe :  Depeche Mode
- Album :  Red Hot Chili Peppers — Stadium Arcadium
- Artiste Hip hop :  Kanye West
- Artiste Français : / Diam's
- Artiste/Album R'n B :  Rihanna
- Artiste/Album Pop :  Justin Timberlake
- Artiste/Album Rock :  The Strokes
- Artiste Féminine :  Christina Aguilera
- Artiste Masculin :  Justin Timberlake
- Clip :  Justice Vs Simian — We are Your Friends
- Chanson :  Gnarls Barkley — Crazy

### 2007
- Artiste Rock :  Thirty Seconds to Mars
- Artiste Hip-Hop/R&B :  Rihanna
- Groupe de l'année :  Linkin Park

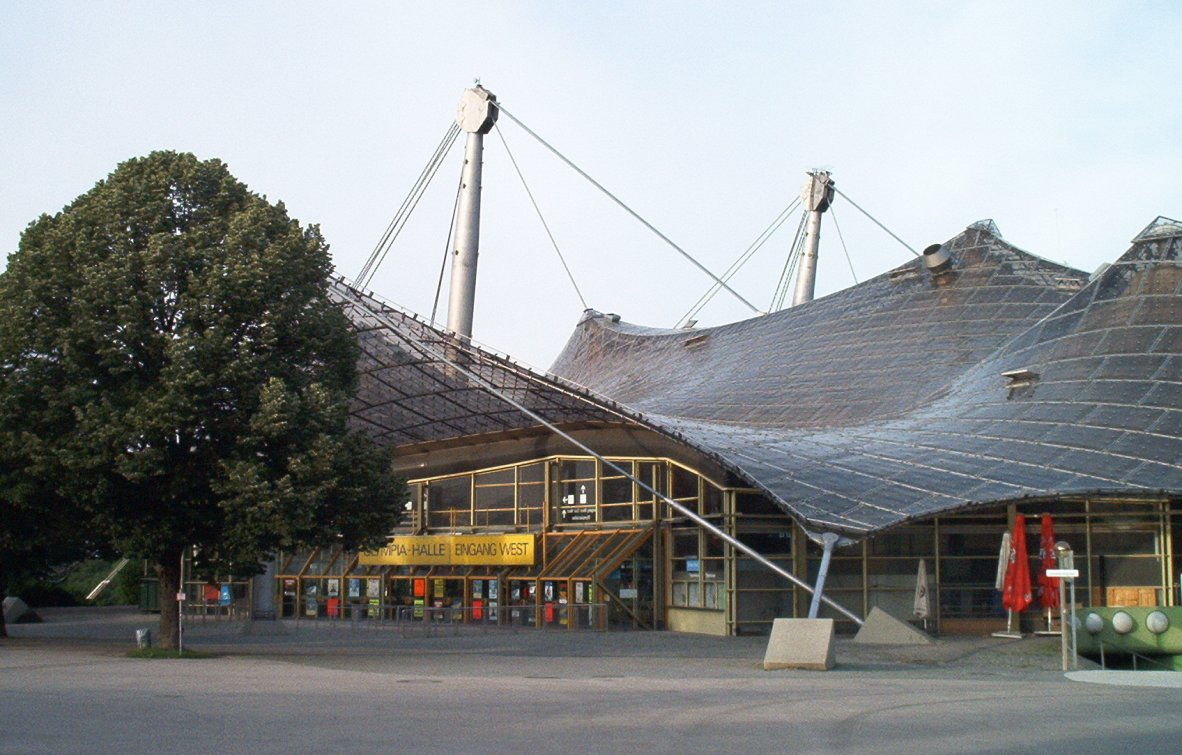
Olympiahalle

- Titre qui rend accro :  Avril Lavigne — Girlfriend
- Concert de l'année :  Muse
- Album de l'année : / Nelly Furtado — Loose
- Artiste de l'année :  Avril Lavigne
- New Sounds Of Europe :  The Bedwetters
- Meilleur groupe sur le web :  Tokio Hotel
- Artiste Français :  Justice
- Video Star :  Justice — D.A.N.C.E
- Choix des artistes :  Amy Winehouse
- Free Your Mind :  Anton Abele

### 2008
- Titre qui rend accro :  P!nk — So What

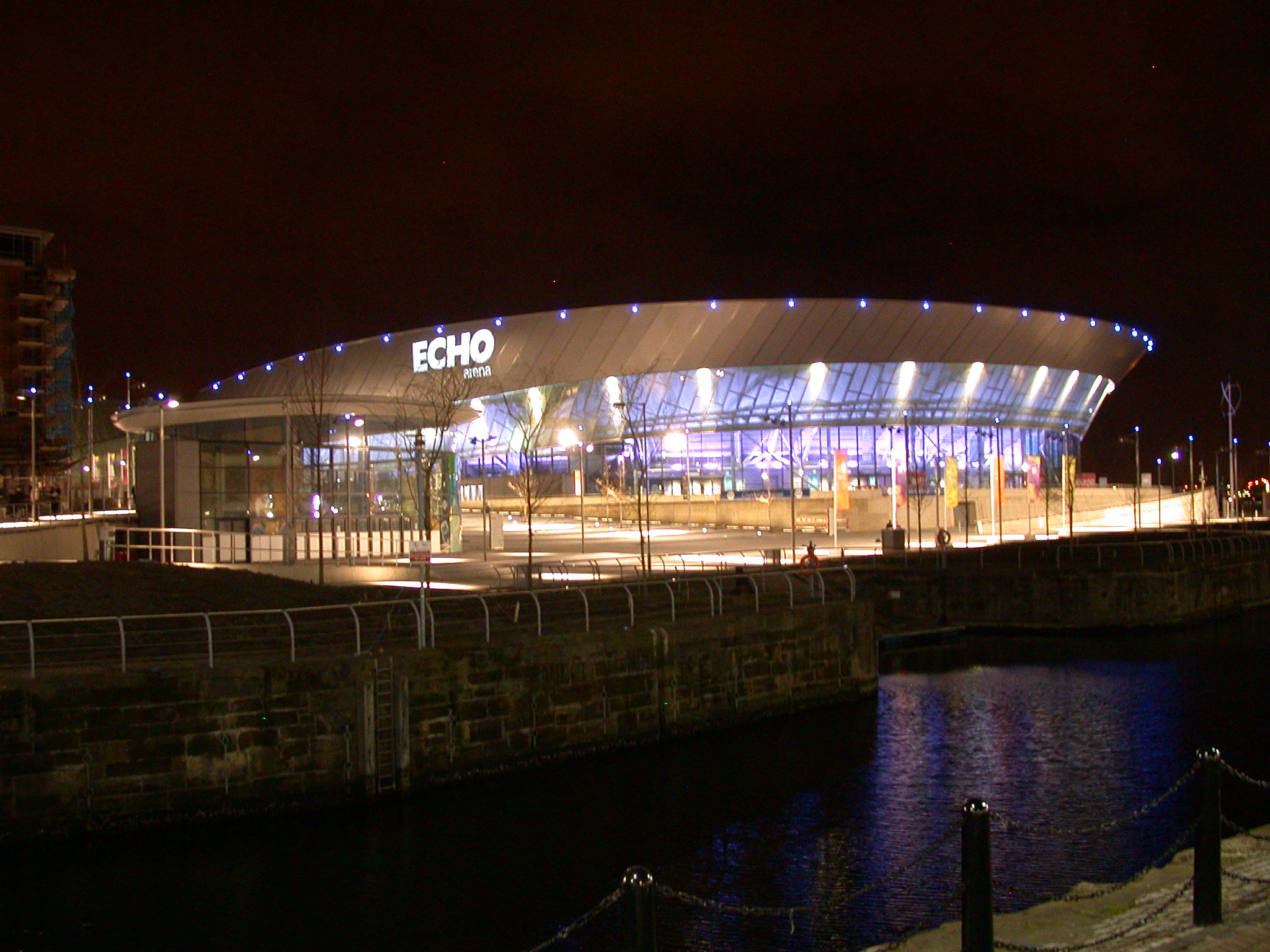
Echo Arena Liverpool

- Titre de l’année :  Thirty Seconds to Mars — A Beautiful Lie
- Concert de l’année :  Tokio Hotel
- Artiste Hip-Hop/R&B :  Kanye West
- Artiste Rock :  Thirty Seconds to Mars
- Choix des artistes :  Lil Wayne
- Artiste de l’année :  Britney Spears
- Prix d’Honneur :  Paul McCartney
- Album de l’année :  Britney Spears — Blackout
- Meilleur Artiste Européen :  Emre Aydın
- Révélation 2008 :  Katy Perry
- Artiste Culte :  Rick Astley

### 2009

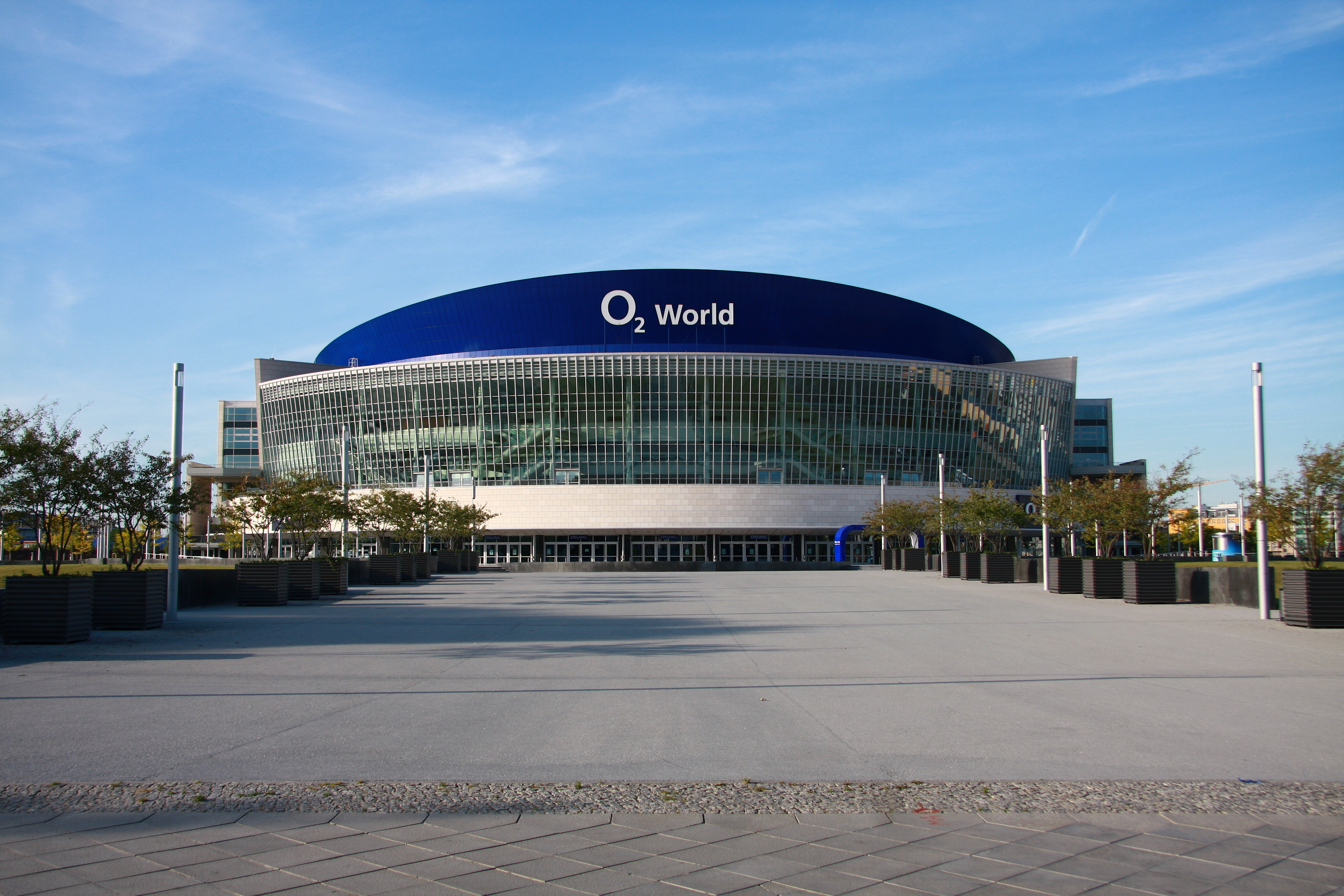
O₂ World

- Meilleur clip :  Beyoncé — Single Ladies (Put a Ring on It)
- Meilleure artiste féminine :  Beyoncé
- Meilleur groupe :  Tokio Hotel
- Meilleur artiste MTV PUSH :  Pixie Lott
- Meilleur artiste masculin :  Eminem
- Révélation 2009 :  Lady Gaga
- Meilleur artiste alternatif :  Placebo
- Meilleur concert World Stage :  Linkin Park
- Meilleure chanson :  Beyoncé — Halo
- Meilleur artiste rock :  Green Day
- Meilleur artiste hip hop :  Jay-Z
- Meilleur concert :  U2
- Meilleur Artiste Européen :  maNga
- Free Your Mind :  Mikhail Gorbachev

### 2010
- Meilleure chanson :  Lady Gaga — Bad Romance

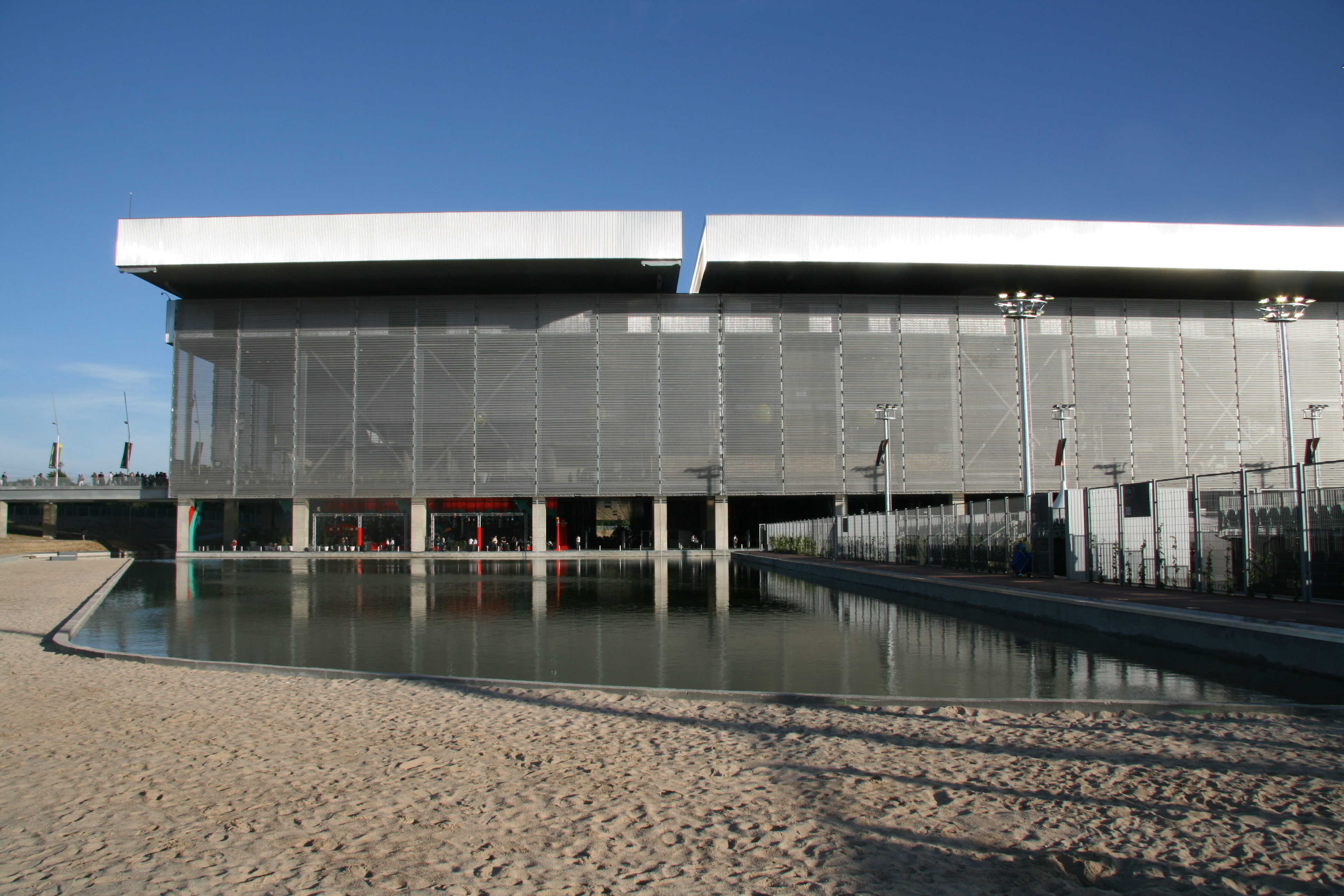
La Caja Mágica

- Meilleure vidéo :  Katy Perry feat.  Snoop Dogg — California Gurls
- Meilleure artiste féminine :  Lady Gaga
- Meilleur artiste masculin :  Justin Bieber
- Révélation 2010 :  Ke$ha
- Meilleur artiste Pop : Lady Gaga
- Meilleur artiste Rock :  Thirty Seconds to Mars
- Meilleur artiste alternatif :  Paramore
- Meilleur artiste Hip-Hop :  Eminem
- Meilleur concert :  Linkin Park
- Meilleur concert World Stage :  Tokio Hotel
- Meilleur artiste MTV PUSH :  Justin Bieber
- Meilleur artiste européen :  Marco Mengoni
- Free Your Mind :  Shakira
- Global Icon :  Bon Jovi

### 2011

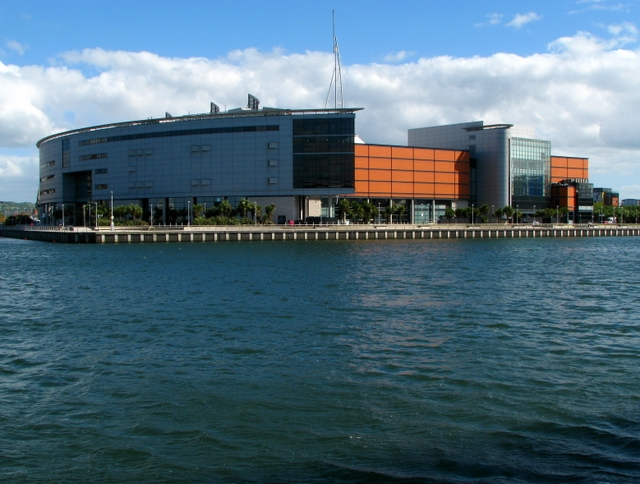
Odyssey Arena

- Meilleure chanson :  Lady Gaga — Born This Way
- Meilleure vidéo :  Lady Gaga — Born This Way
- Meilleure artiste féminine :  Lady Gaga
- Meilleur artiste masculin :  Justin Bieber
- Révélation 2011 :  Bruno Mars
- Meilleur artiste Pop :  Justin Bieber
- Meilleur artiste Rock :  Linkin Park
- Meilleur artiste international :  Big Bang
- Meilleur artiste alternatif :  Thirty Seconds to Mars
- Meilleur artiste Hip-Hop :  Eminem
- Meilleur concert :  Katy Perry
- Meilleur concert World Stage :  Thirty Seconds to Mars
- Meilleur artiste MTV PUSH :  Bruno Mars
- Le plus de fans :  Lady Gaga
- Meilleur groupe international :  Big Bang
- Global Icon :  Queen
- Meilleur artiste d'Europe :  Lena
- Meilleur artiste d'Afrique, du Moyen-Orient et d'Inde :  Abdelfettah Grini
- Meilleur artiste d'Asie et d'Océanie :  Big Bang
- Meilleur artiste d'Amérique latine :  Restart
- Meilleur artiste d'Amérique du Nord :  Britney Spears
- Meilleur artiste français : La Fouine

### 2012

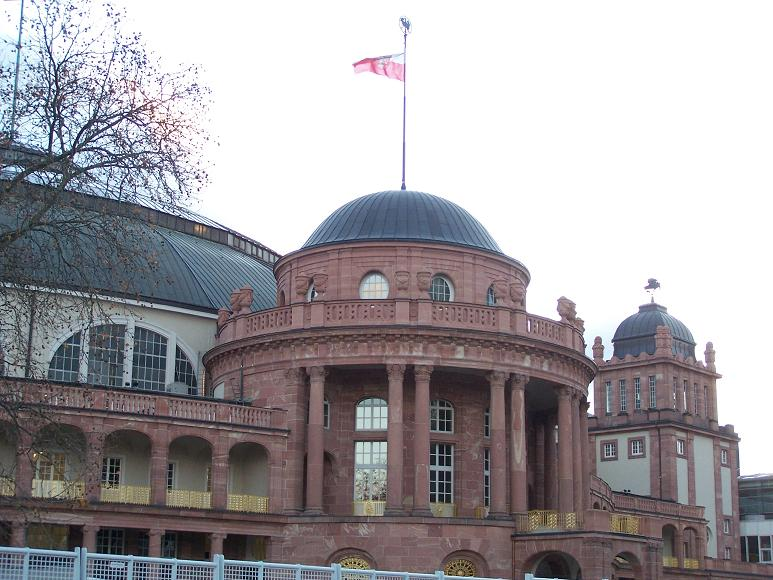
Festhalle de Francfort

- Meilleure chanson :  Carly Rae Jepsen — Call Me Maybe
- Meilleure vidéo :  Psy — Gangnam Style
- Meilleure artiste féminine :  Taylor Swift
- Meilleur artiste masculin :  Justin Bieber
- Révélation 2012 :  One Direction
- Meilleur artiste Pop :  Justin Bieber
- Meilleur artiste Rock :  Linkin Park
- Meilleur artiste alternatif :  Lana Del Rey
- Meilleur artiste Hip-Hop :  Nicki Minaj
- Meilleur concert :  Taylor Swift
- Meilleur concert World Stage :  Justin Bieber
- Meilleur artiste MTV PUSH :  Carly Rae Jepsen
- Meilleure fanbase :  One Direction
- Meilleur groupe international :  Han Geng
- Global Icon :  Whitney Houston
- Meilleur Look :  Taylor Swift
- Worldwide Act :  Han Geng
- Meilleur artiste Français :  Orelsan
- Meilleur artiste électronique :  David Guetta
- Meilleur artiste européen :  Dima Bilan
- Meilleur artiste d'Afrique, du Moyen-Orient et d'Inde :  Ahmed Soultan
- Meilleur artiste d'Asie et d'Océanie :  Han Geng
- Meilleur artiste d'Amérique latine :  Restart
- Meilleur artiste d'Amérique du Nord :  Rihanna

### 2013

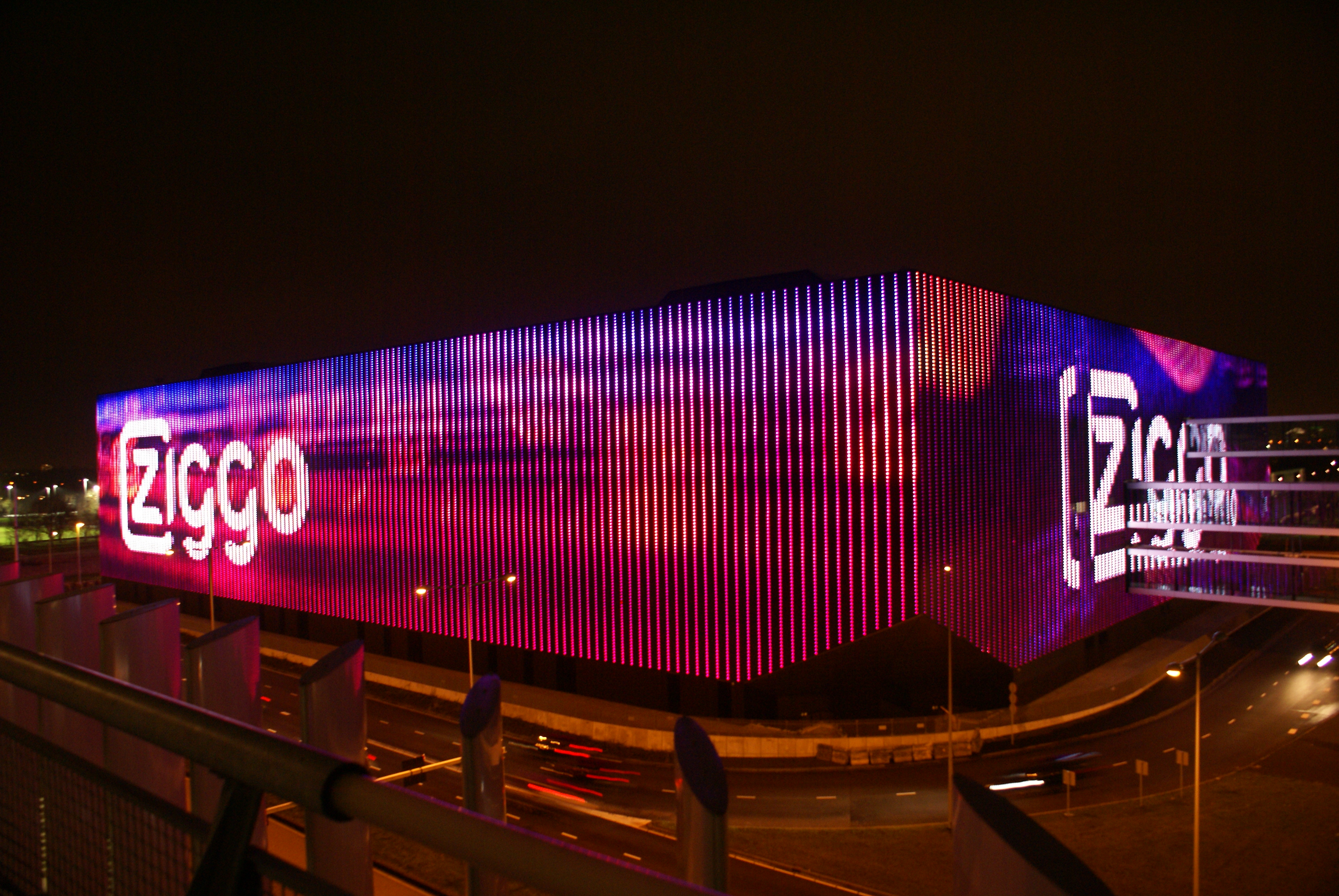
Ziggo Dome

- Meilleure chanson :  Bruno Mars — Locked Out of Heaven
- Meilleure artiste féminine :  Katy Perry
- Meilleur artiste masculin :  Justin Bieber
- Meilleur clip :  Miley Cyrus — Wrecking Ball
- Meilleur concert :  Beyoncé
- Meilleur artiste rock :  Green Day
- Meilleur artiste alternatif  : Thirty Seconds to Mars
- Meilleur artiste hip-hop :  Eminem
- Meilleur artiste electro :  Avicii
- Meilleur groupe international :  Chris Lee
- Meilleure fanbase :  Tokio Hotel
- Meilleur Look :  Harry Styles
- Meilleur world stage :  Linkin Park
- Meilleur artiste français :  Shaka Ponk
- Global Icon Award pour l'ensemble de sa carrière :  Eminem
- Meilleur artiste d'Europe du Nord :  /  One Direction
- Meilleur artiste d'Europe du sud :  Marco Mengoni
- Meilleur artiste d'Europe de l'ouest :  Lena
- Meilleur artiste d'Europe de l'Est :  Kamil Bednarek
- Meilleur artiste d'Afrique, du Moyen-Orient et d'Inde :  Ahmed Soultan
- Meilleur artiste de Corée et du Japon :  Exo
- Meilleur artiste de Chine et d'Asie du sud-est :  Li Yuchun
- Meilleur artiste d'Océanie :  Cody Simpson
- Meilleur artiste d'Amérique latine :  Fresno
- Meilleur artiste d'Amérique du Nord :  Justin Bieber

### 2014
- Meilleure chanson :  Ariana Grande ft.  Iggy Azalea — Problem
- Meilleur groupe Pop : \ One Direction
- Meilleure artiste féminine :  Ariana Grande
- Meilleur artiste masculin :  Justin Bieber
- Meilleur live : \ One Direction
- Révélation de l’année :  5 Seconds of Summer
- Meilleur clip :  Katy Perry et  Juicy J — Dark Horse
- Meilleur groupe rock :  Linkin Park
- Meilleur groupe alternatif :  Thirty Seconds to Mars
- Meilleure artiste hip-hop :  Nicki Minaj
- Meilleur artiste électro :   Calvin Harris
- Meilleure fan base :  \  One Direction
- Meilleur look :  Katy Perry
- Meilleur artiste français de l’année :  Indila

- Meilleur artiste MTV Push :  5 Seconds of Summer
- Meilleur artiste MTV World Stage :  Enrique Iglesias pour le MTV World Stage Isle of MTV Malta
- Meilleure chanson à message (prix décerné en partenariat avec Durex) :  Beyoncé — Pretty Hurts
- Global Icon Award pour l’ensemble de sa carrière :  Ozzy Osbourne
- Meilleur artiste d'Europe de nord : / One Direction
- Meilleur artiste d'Europe du sud :  Alessandra Amoroso
- Meilleur artiste d'Europe de l'ouest :  Revolverheld
- Meilleur artiste d'Europe de l'est :  Dawid Kwiatkowski
- Meilleur artiste d'Afrique, Moyen-Orient et Inde :  Mohammed Assaf
- Meilleur artiste de Corée et du Japon :  B.A.P.
- Meilleur artiste de Chine et d'Asie du Sud-Est :  Zhou Bichang
- Meilleur artiste d'Océanie :  5 Seconds of Summer
- Meilleur artiste d'Amérique latine :  Dulce Maria
- Meilleur artiste d'Amérique du Nord :  Fifth Harmony

### 2019
- Meilleure chanson :  Billie Eilish — Bad Guy

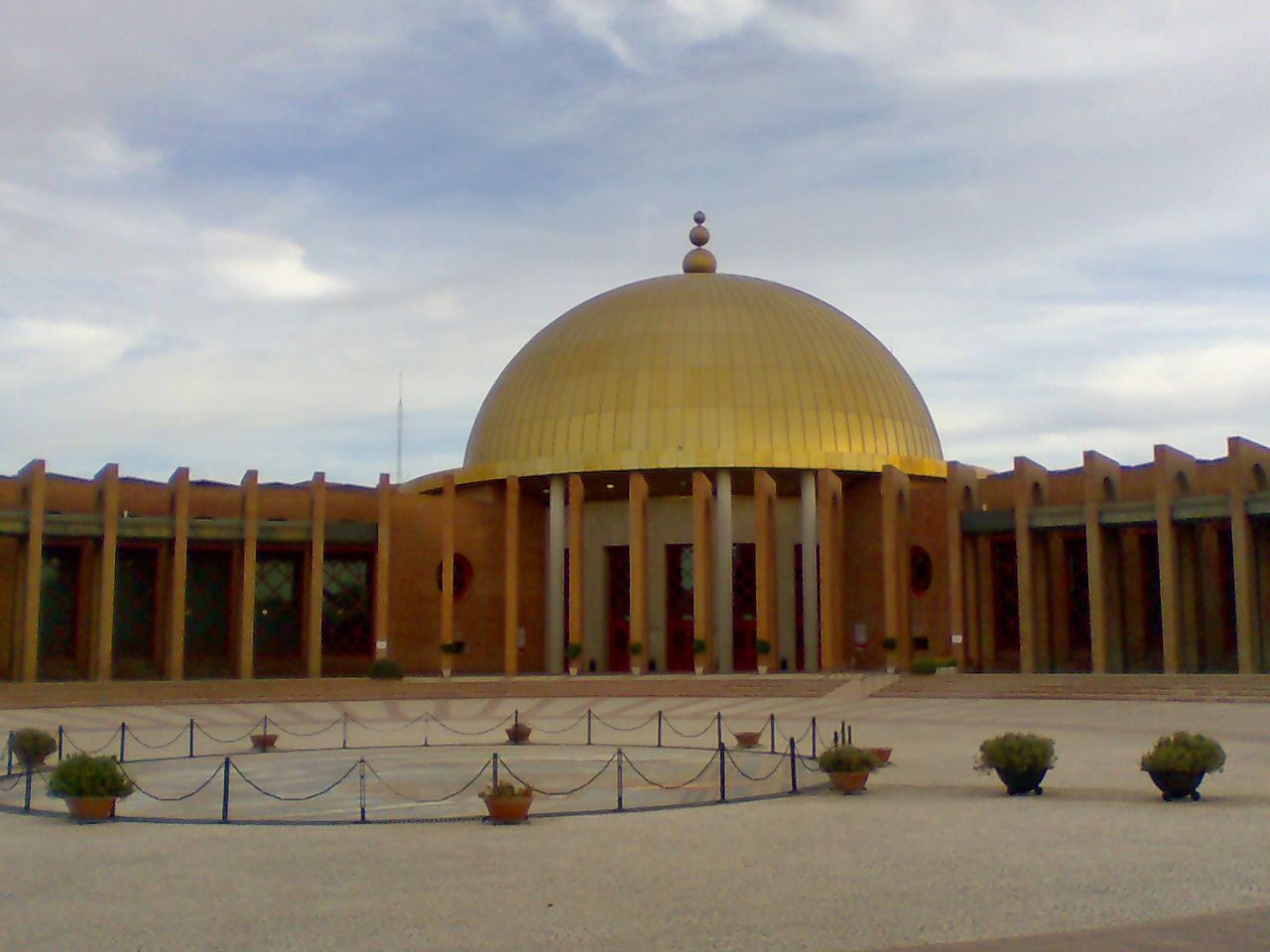
FIBES

- Meilleure vidéo :  Taylor Swift (ft. Brendon Urie) — Me!
- Meilleure collaboration :  Rosalía et  J Balvin (ft.  El Guincho) — Con Altura
- Meilleur artiste :  Shawn Mendes
- Meilleur groupe :  BTS
- Meilleure révélation de l'année :  Billie Eilish
- Meilleur artiste pop :  Halsey
- Meilleur artiste électro :  Martin Garrix
- Meilleur groupe rock :  Green Day
- Meilleur artiste alternatif :  FKA Twigs
- Meilleur artiste hip-pop :  Nicky Minaj
- Meilleur live :  BTS
- Meilleur concert world stage :  Muse
- Meilleur artiste MTV PUSH :  Ava Max
- Meilleure fan base :  BTS
- Meilleur look :  Halsey
- Meilleur artiste belge : MATTN
- Meilleur artiste danois : Nicklas Sahl
- Meilleur artiste néerlandais : Snelle
- Meilleur artiste finnois : JVG
- Meilleur artiste français : Kendji Girac
- Meilleur artiste allemand : Juju
- Meilleur artiste hongrois : Viktor Király
- Meilleur artiste italien : Mahmood
- Meilleur artiste norvégien : Sigrid
- Meilleur artiste polonais : Roksana Węgiel
- Meilleur artiste portugais : Fernando Daniel
- Meilleur artiste russe : Maruv
- Meilleur artiste espagnol : Lola Índigo
- Meilleur artiste suédois : Avicii
- Meilleur artiste suisse : Loredana
- Meilleur artiste britannique et irlandais : Little Mix
- Meilleur artiste canadien : Johnny Orlando

### 2020
- Meilleure chanson :  BTS — Dynamite

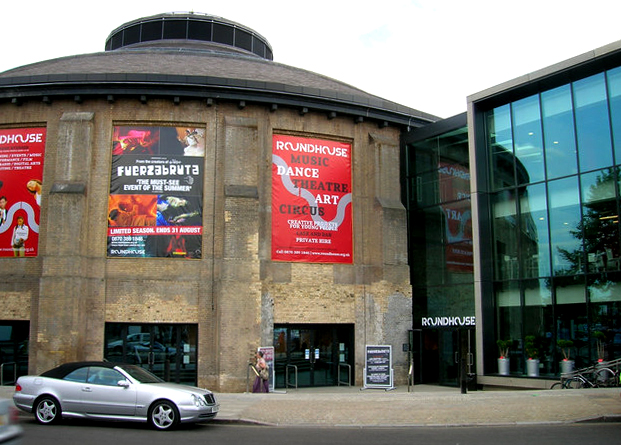
The Roundhouse (Venue)

- Meilleure vidéo :  Dj Khaled et drake — Popstar
- Meilleure collaboration :  Karol G et  Nicki Minaj — Tusa
- Meilleur artiste :  Lady Gaga
- Meilleur groupe :  BTS
- Meilleure révélation de l'année :  Doja Cat
- Meilleur artiste pop :  Little Mix
- Meilleur artiste électro :  David Guetta
- Meilleur groupe rock :  Coldplay
- Meilleur artiste alternatif :  Hayley Williams
- Meilleur artiste hip-pop :  Cardi B
- Meilleur artiste latino :   Karol G
- Meilleur artiste MTV PUSH :  Yungblud
- Meilleure fan base :  BTS
- Meilleur clip engagé :  H.E.R. - I can't breathe
- Meilleur artiste belge :  Angèle
- Meilleur artiste allemand :  Emma Heesters
- Meilleur artiste français :  M Pokora
- Meilleur artiste allemand :  Fynn Kliemann
- Meilleur artiste hongrois :  Dzsúdló
- Meilleur artiste italien :  Diodato
- Meilleur artiste nordique :  Zara Larsson
- Meilleur artiste polonais :  Margaret
- Meilleur artiste portugais :  Fernando Daniel
- Meilleur artiste russe :  Niletto
- Meilleur artiste espagnol :  La La Love You
- Meilleur artiste suisse :  Loredana
- Meilleur artiste britannique et irlandais : / Little Mix
- Meilleur artiste africain :  Master KG
- Meilleur artiste indien :  Armaan Malik
- Meilleur artiste coréen :  Stray Kids
- Meilleur artiste néo-zélandaise :  Benee
- Meilleur artiste brésilien :  Pabllo Vittar
- Meilleur artiste canadien :  Johnny Orlando
- Meilleur artiste caribéen :  Bad Bunny
- Meilleur artiste nord-américain :  Danna Paola
- Meilleur artiste centre-américain :  Sebastián Yatra
- Meilleur artiste sud-américain :  Lali Espósito
- Meilleur artiste américaine :  Lady Gaga

### 2021
- Meilleure chanson :  Ed Sheeran — Bad Habits

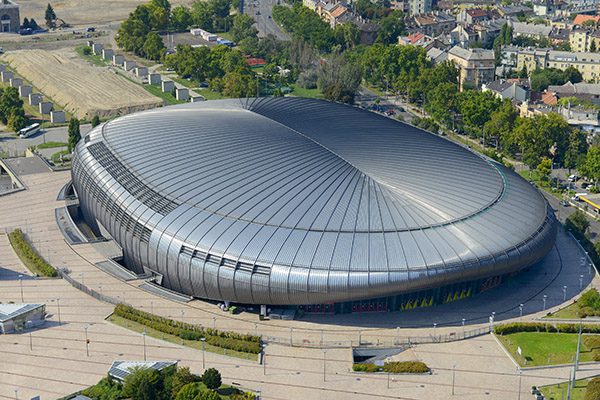
Papp László Budapest Sportaréna

- Meilleure vidéo :  Lil Nas X — Montero (Call Me by Your Name)
- Meilleure collaboration :  Doja Cat et SZA — Kiss Me More
- Meilleur artiste :  Ed Sheeran
- Meilleur groupe :  BTS
- Meilleure révélation de l'année :  Saweetie
- Meilleur artiste pop :  BTS
- Meilleur artiste électro :  David Guetta
- Meilleur groupe rock :  Måneskin
- Meilleur artiste alternatif :  Yungblud
- Meilleur artiste hip-pop :  Nicki Minaj
- Meilleur artiste latino :  Maluma
- Meilleur groupe K-Pop :  BTS
- Meilleur artiste MTV PUSH :  Olivia Rodrigo
- Meilleure fan base :  BTS
- Meilleur clip engagé :  Billie Eilish — Your Power
- Meilleur artiste français :  Amel Bent
- Meilleur artiste allemand :  Badmómzjay
- Meilleur artiste hongrois :  Azahriah
- Meilleur artiste israélien :  Noa Kirel
- Meilleur artiste italien :  Aka 7even
- Meilleur artiste nordique :  Tessa
- Meilleur artiste polonais :  Daria Zawiałow
- Meilleur artiste portugais :  Diogo Piçarra
- Meilleur artiste russe :  Max Barskih
- Meilleur artiste espagnol :  Aitana
- Meilleur artiste suisse :  Gjon's Tears
- Meilleur artiste britannique et irlandais : / Little Mix
- Meilleur artiste du Sud de l'Amérique latine :  Tini Stoessel
- Meilleur artiste africain :  Wizkid
- Meilleur artiste indien :  Divine
- Meilleur artiste japonais :  Sakurazaka46
- Meilleur artiste coréen :  Aespa
- Meilleur artiste sud-asiatique :  JJ Lin

### 2022

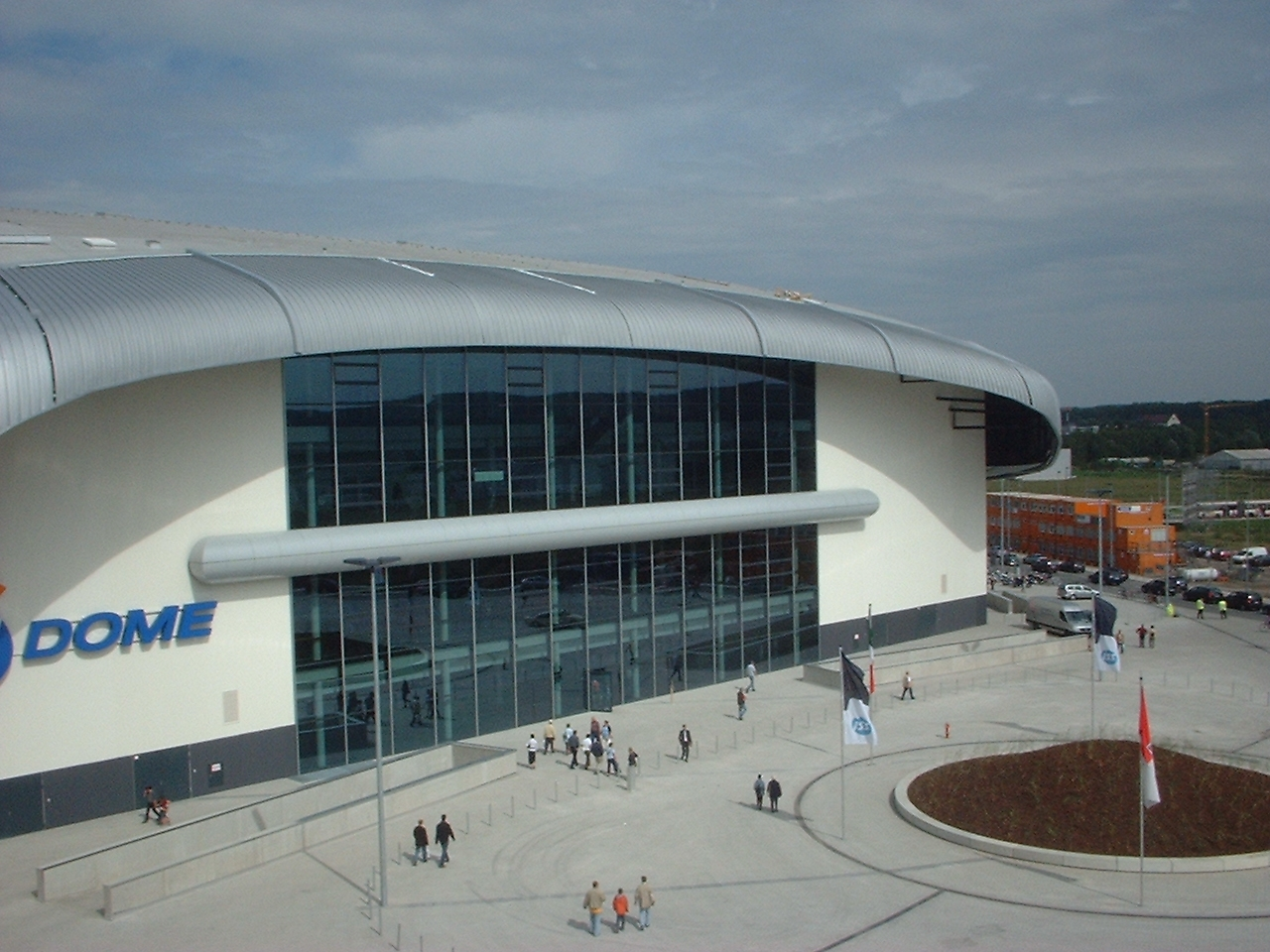
PSD Bank Dome

- Meilleure chanson :  Nicki Minaj — Super Freaky Girl
- Meilleur clip :  Taylor Swift — All Too Well (10 Minute Version) (Taylor's Version)
- Meilleur clip long format  :  Taylor Swift — All Too Well (10 Minute Version) (Taylor's Version)
- Meilleur clip engagé :  Sam Smith &  Kim Petras — Unholy
- Meilleur artiste :  Taylor Swift
- Meilleure collaboration :  David Guetta &  Bebe Rexha — I'm Good (Blue)
- Meilleur concert :  Harry Styles
- Meilleure révélation musicale :  Seventeen
- Meilleur artiste pop :  Taylor Swift
- Meilleur artiste K-pop :  Lisa
- Meilleur artiste latino :  Anitta
- Meilleur artiste hip-hop :  Nicki Minaj
- Meilleur artiste électro :  David Guetta
- Meilleur artiste rock :  Muse
- Meilleur artiste alternatif :  Gorillaz
- Meilleur artiste R&B :  Chloë
- Meilleure fanbase :  BTS
- Meilleur artiste MTV PUSH :  Seventeen
- Meilleure performance dans le métavers :  Blackpink pour le PUBG Mobile 2022 In-Game Concert : [The Virtual]
- Meilleur artiste américain :  Billie Eilish
- Meilleur artiste canadien :  Johnny Orlando
- Meilleur artiste français :  Amir
- Meilleur artiste allemand :  Badmómzjay
- Meilleur artiste hongrois :  Carson Coma
- Meilleur artiste israélien :  Noa Kirel
- Meilleur artiste italien :  Pinguini Tattici Nucleari
- Meilleur artiste nordique :  Sigrid
- Meilleur artiste polonais :  Ralph Kaminski
- Meilleur artiste portugais :  Barbara Bandeira
- Meilleur artiste espagnol :  Bad Gyal
- Meilleur artiste suisse :  Loredana Zefi
- Meilleur artiste britannique et irlandais :  Harry Styles
- Meilleur artiste africain :  Burna Boy
- Meilleur artiste néo-zélandais :  Lorde
- Meilleur artiste indien :  Armaan Malik
- Meilleur artiste asiatique :  TXT
- Meilleur artiste des Caraïbes :  Daddy Yankee
- Meilleur artiste brésilien :  Manu Gavassi
- Meilleur artiste du Nord de l'Amérique latine :  Kenia Os
- Meilleur artiste du Centre de l'Amérique latine :  Danny Ocean
- Meilleur artiste du Sud de l'Amérique latine :  Tini Stoessel
- Meilleur artiste australien :  G Flip
- Meilleur artiste néerlandais  :  Goldband
- Meilleur artiste scandinave  :  Sigrid

### 2023
L'édition 2023 qui devait se dérouler à Paris a été annulée pour des raisons de sécurité liées à la guerre entre Israël et le Hamas. Les résultats des votes ont cependant bien été annoncés le 5 novembre 2023 à l'exception des catégories "Meilleure fanbase", "Meilleur groupe" et "Meilleur artiste israélien".
- Meilleure chanson : Jung Kook (feat.  Latto) — Seven
- Meilleur clip vidéo :  Taylor Swift — Anti-Hero
- Meilleur artiste :  Taylor Swift
- Meilleure collaboration :  KAROL G (feat.  Shakira) — TQG
- Révélation 2023 :  Peso Pluma
- Meilleur artiste pop :  Billie Eilish
- Meilleur artiste Afrobeats :  Rema
- Meilleur artiste rock :  Måneskin
- Meilleur artiste latin :  Anitta
- Meilleur artiste K-pop : Jung Kook
- Meilleur artiste alternatif :  Lana Del Rey
- Meilleur artiste électro :  David Guetta
- Meilleur artiste hip-hop :  /  Nicki Minaj
- Meilleur artiste RnB :  Chris Brown
- Meilleur live :  Taylor Swift
- Meilleur artiste MTV PUSH :  TOMORROW X TOGETHER (Avril 2023)
- Meilleure fanbase : Non dévoilé
- Meilleur groupe : Non dévoilé
- Meilleur artiste allemand :  Kontra K
- Meilleur artiste britannique et irlandais :  Tom Grennan
- Meilleur artiste espagnol :  Samantha Hudson
- Meilleur artiste français :  Bigflo et Oli
- Meilleur artiste hongrois :  ajsa luna
- Meilleur artiste italien :  Måneskin
- Meilleur artiste israélien : Non dévoilé
- Meilleur artiste néerlandais :  FLEMMING
- Meilleur artiste polonais :  Doda
- Meilleur artiste portugais :  Bispo
- Meilleur artiste scandinave :  Käärijä
- Meilleur artiste suisse :  /  Gjon's Tears
- Meilleur artiste africain :  Diamond Platnumz
- Meilleur artiste asiatique :  BE:FIRST
- Meilleur artiste indien :  Tsumyoki
- Meilleur artiste australien :   Kylie Minogue
- Meilleur artiste néo-zélandais :  SIX60
- Meilleur artiste américain :  /  Nicki Minaj
- Meilleur artiste brésilien :  Matue
- Meilleur artiste canadien :  Shania Twain
- Meilleur artiste caribéen :  Young Miko
- Meilleur artiste du Nord de l'Amérique latine :  Kenia OS
- Meilleur artiste du Centre de l'Amérique latine :  Feid
- Meilleur artiste du Sud de l'Amérique latine :  Lali

## Récompenses et nominations multiples
Le jeune chanteur Justin Bieber est à ce jour l'artiste le plus titré, ayant reçu au total 22 récompenses. Suivi d'Eminem avec 16 titres. Suivi de Lady Gaga avec 12 récompenses, thirty seconds to mars et Linkin Park avec 8 récompenses. Puis Britney Spears et Little Mix avec 7 récompenses. Viennent ensuite : The Prodigy, Dima Bilan et Nicki Minaj avec 6 récompenses, Katy Perry, Tokio Hotel, Beyoncé et Justin Timberlake avec 5 récompenses, Muse, Red Hot Chili Peppers, Backstreet Boys, Madonna, Robbie Williams et Coldplay avec 4 récompenses, Christina Aguilera, Limp Bizkit, Spice Girls, Alicia Keys, Jennifer Lopez, Kane, Gorillaz, Oasis , Justice, Green Day, Outkast, Taylor Swift , Rihanna , Ariana Grande, Fifth Harmony et U2 avec 3 récompenses.

### Nominations multiples
52 : Justin Bieber
39 : Taylor Swift
38 : Lady Gaga
34 : Ariana Grande
33 : Katy Perry, Eminem
31 : Beyoncé
30 : Rihanna
27 : Coldplay
24 : Robbie Williams (dont 2 avec Take That)
23 : Kanye West
22 : Linkin Park
20 : Justin Timberlake

### Récompenses multiples
22 : Justin Bieber
16 : Eminem
14 : BTS
12 : Lady Gaga
8 : Dima Bilan, Thirty Seconds to Mars, Linkin Park
7 : Little Mix, Nicki Minaj, Britney Spears